# Exarcado apostólico de Italia
El exarcado apostólico de Italia o exarcado apostólico para fieles católicos ucranianos de rito bizantino residentes en Italia (en latín: Exarchatus Apostolicus Italiae, en italiano: Esarcato apostolico d'Italia y en ucraniano: Апостольський Екзархат в Італії) es una circunscripción eclesiástica de la Iglesia católica en Italia. Se trata de un exarcado apostólico greco-católico ucraniano, inmediatamente sujeto a la Santa Sede. Desde el 24 de octubre de 2020 su exarca apostólico es el obispo Dionisij Ljachovič, de la Orden basiliana de San Josafat.

## Territorio y organización

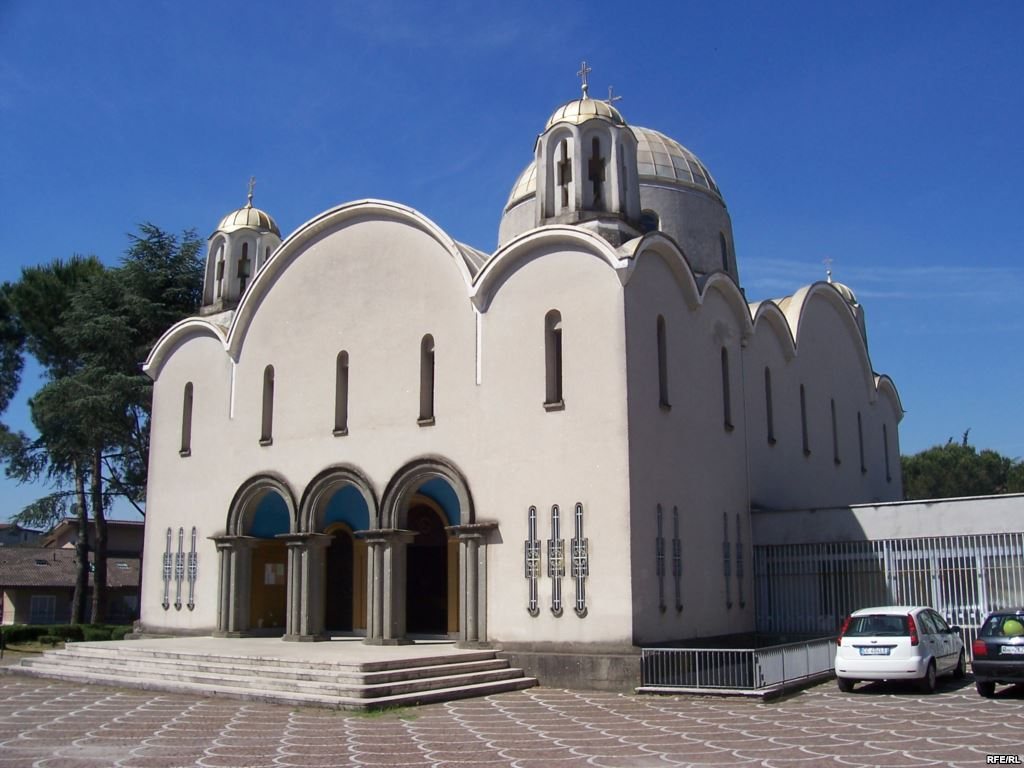
Basílica de Santa Sofía, en Roma

El exarcado apostólico extiende su jurisdicción sobre los fieles católicos de rito bizantino greco-católico ucraniano residentes en Italia y San Marino.
La sede del exarcado apostólico se encuentra en la ciudad de Roma, en donde se halla la Catedral de los Santos Sergio y Baco y la basílica de Santa Sofía, que es una iglesia nacional ucraniana.
En 2021 en el exarcado apostólico existía 1 parroquia.
Desde el 1 de septiembre de 2021 el exarcado está subdividido en 5 distritos pastorales (o decanatos), que se agrupan en 150 comunidades:
- Distrito de Roma, comprende las comunidades de las regiones de Abruzos, Lazio, Cerdeña, Sicilia y Umbría; consta de 23 comunidades.
- Distrito de Nápoles, comprende las comunidades de las regiones de Basilicata, Calabria, Campania, Molise y Apulia; consta de 46 comunidades.
- Distrito de Venecia, comprende las comunidades de las regiones de Friuli-Venecia Julia, Trentino-Alto Adigio y Véneto; consta de 26 comunidades.
- Distrito de Milán, comprende las comunidades de las regiones de Liguria, Lombardía, Piamonte y Valle de Aosta; consta de 23 comunidades.
- Distrito de Florencia-Bolonia, comprende las comunidades de las regiones de Emilia-Romaña, Marcas y Toscana y la República de San Marino; consta de 32 comunidades.

Por lo general los fieles ucranianos utilizan las iglesias latinas en Italia, pero les fueron entregados 18 santuarios para su uso exclusivo en: Avellino, Bolonia, Vittorio Veneto, Caserta, Cagliari, Livorno, Nápoles, Novara, Pavía, Padua, Pescara, Reggio Emilia, Salerno, Ferrara, Florencia, Foggia, Foligno. Además siete comunidades adquirieron el estatus oficial de parroquias personales:
- Avellino: Parrocchia personale dei SS. Vladimiro e Olga
- Bolonia: Parrocchia personale San Michele Arcangelo en la Chiesa di San Michele de’ Leprosetti[3]
- Caserta: Parrocchia ucraina della Santissima Trinità[4]
- Livorno: Chiesa della Santissima Annunziata (o Chiesa Greci uniti)
- Roma: Parrocchia personale di SS. Sergio e Bacco degli ucraini
- Pavía: Parrocchia personale Chiesa San Giorgio
- Florencia: Parrocchia S. Simone e Juda

## Historia
A finales del siglo XX los greco-católicos tenían solo tres iglesias en Italia, todas en Roma. Sin embargo, con la emigración desde Ucrania a Italia, llegaron miles de personas para las cuales se establecieron estaciones de misión cuyo cuidado pastoral fue organizado gradualmente dentro del Servizio Migrantes de la Conferencia Episcopal Italiana. El 16 de octubre de 2001, por acuerdo entre el archieparca mayor de Leópolis (Lubomyr Husar) y la Conferencia Episcopal Italiana, fue nombrado coordinador pastoral para los ucranianos en Italia el sacerdote Vasyl Potochnyak, con la tarea de coordinar estas estaciones misioneras bajo la responsabilidad de los obispos locales latinos. Asimismo, el 14 de enero de 2003 fue nombrado visitador apostólico el obispo titular de Bareta y procurador en Roma (hasta su designación como obispo de curia el 25 de marzo de 2006), Hlib Borys Sviatoslav Lonchyna, responsable de presentar un informe a la Santa Sede y al Sínodo de la Iglesia greco-católica ucraniana sobre la situación de los greco-católicos ucranianos en Italia. Ambos coordinaron la creación de centros misionales en las principales ciudades, alcanzando a 70 en 2005. En marzo de 2005 el Consejo Permanente de la Conferencia Episcopal Italiana nombró coordinador pastoral a Olexandr Sapunk, en enero de 2011 a Mark Yaroslav Semegen y en marzo de 2016 a Volodymyr Voloshin. Lonchyna fue reemplazado por el obispo titular de Egnazia, Dionisij Ljachovič, el 7 de enero de 2009, como visitador apostólico en Italia y España, permaneciendo solo para Italia desde enero de 2017 luego de que fuera erigido el ordinariato para los fieles de rito oriental en España el de junio de 2016.
El exarcado apostólico fue erigido por el papa Francisco el 11 de julio de 2019 mediante la bula Christo Salvatori. El papa no designó un exarca apostólico y en su lugar nombró como administrador apostólico sede vacante del exarcado al cardenal Angelo De Donatis, vicario general de la diócesis de Roma.
El 3 de septiembre de 2019 el administrador apostólico Angelo De Donatis nombró delegado ad omnia al obispo Dionisij Ljachovič, ya visitador apostólico de los fieles católicos ucranianos de rito bizantino residentes en Italia, confiándole la dirección del exarcado. El 24 de octubre de 2020, el obispo Ljachovič fue nombrado primer exarca apostólico.
El 8 de diciembre de 2021 se estableció canónicamente en Novara la primera parroquia del exarcado apostólico.

## Estadísticas
Según el Anuario Pontificio 2022 el exarcado apostólico tenía a fines de 2021 un total de 69 300 fieles bautizados.
| Año                                                                             | Población            | Población | Población      | Sacerdotes | Sacerdotes    | Sacerdotes    | Bautizados por sacerdote | Diáconos permanentes | Religiosos | Religiosos | Parroquias |
| Año                                                                             | Bautizados católicos | Total     | % de católicos | Total      | Clero secular | Clero regular | Bautizados por sacerdote | Diáconos permanentes | Varones    | Mujeres    | Parroquias |
| ------------------------------------------------------------------------------- | -------------------- | --------- | -------------- | ---------- | ------------- | ------------- | ------------------------ | -------------------- | ---------- | ---------- | ---------- |
| 2020                                                                            | 70 000               |           |                | 62         |               | 62            | 1129                     |                      |            |            | 1          |
| 2021                                                                            | 69 300               | ?         | ?              | 69         | 67            | 2             | 1004                     | -                    | 2          | -          | 1          |
| Fuente: Catholic-Hierarchy, que a su vez toma los datos del Anuario Pontificio. |                      |           |                |            |               |               |                          |                      |            |            |            |

## Episcopologio

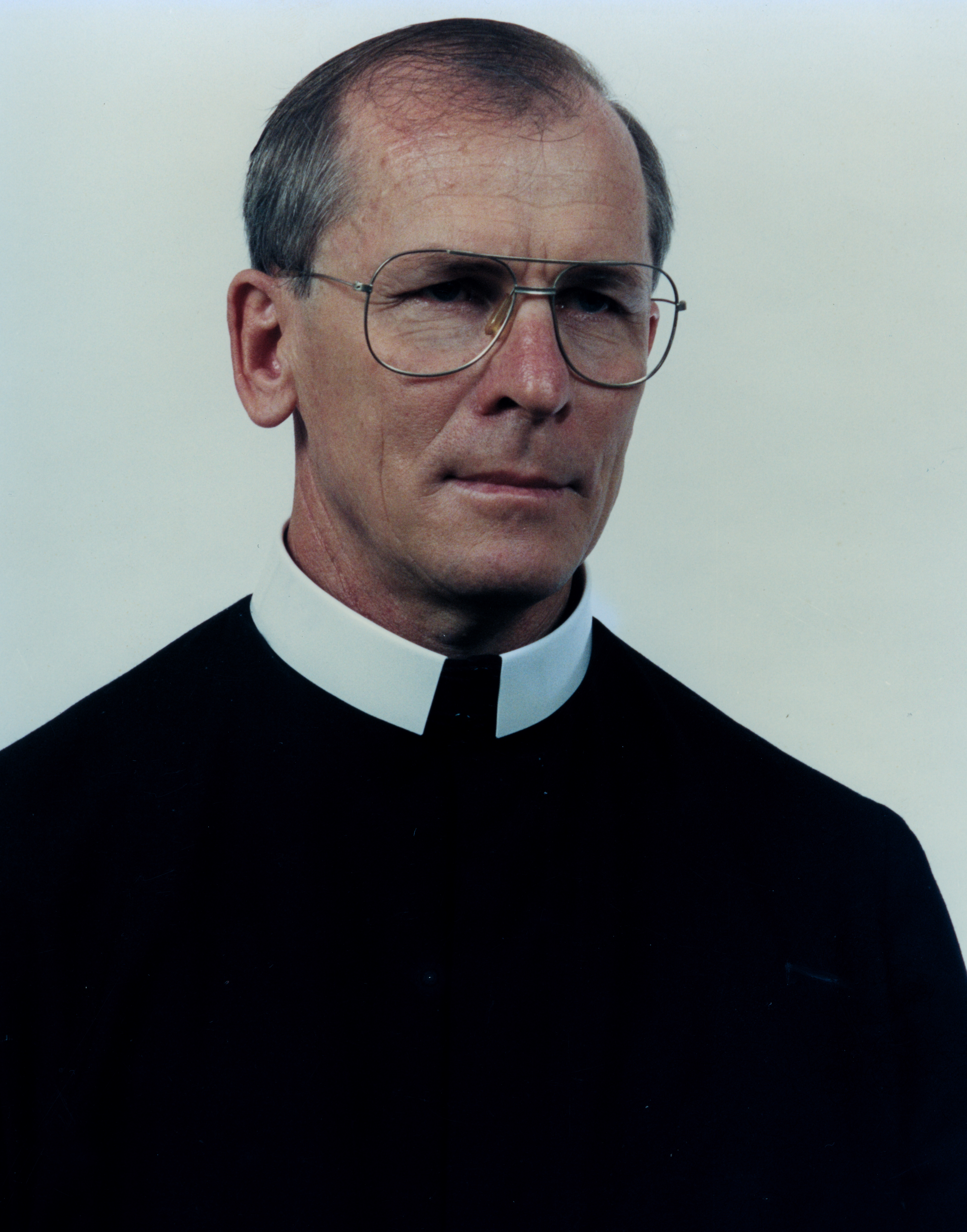
Dionisio Lachovicz, exarca apostólico

- Cardenal Angelo De Donatis (11 de julio de 2019-24 de octubre de 2020 cesado) (administrador apostólico sede vacante)

- Dionisij Ljachovič, O.S.B.M., desde el 24 de octubre de 2020